# Gökhan Töre
Gökhan Töre (Colonia, Alemania, 20 de enero de 1992) es un futbolista turco. Juega como centrocampista y se encuentra sin equipo tras abandonar el Konyaspor.

## Trayectoria
Comenzó su carrera futbolística en el Adler Dellbrück de su natal Colonia. Luego, a los 7 años de edad, Gökhan fue transferido al Bayer Leverkusen en 1999, con el cual se fue abriendo paso a través de las diferentes categorías juveniles del club. Durante su tiempo en el Bayer, Gökhan tuvo un desempeño tal que cuando militaba en el equipo Sub-15 tuvo la oportunidad de entrenar con el primer equipo, e incluso el Bayer trató de obtener un permiso especial para poder debutarlo de manera oficial. Sin embargo, el 30 de enero de 2009, Gökhan decidió irse al Chelsea FC de Inglaterra, firmando un contrato de tres años y medio. Rápidamente comenzó a mostrarse en el equipo juvenil, disputando 4 encuentros durante la recta final de la temporada 2008-09 y convirtiéndose en uno de los jugadores más regulares del equipo.
En la temporada 2009-10 se estableció en el equipo de reservas, luego de haber debutado en un encuentro ante las reservas del Aston Villa el 25 de agosto de 2009, aunque también seguía disputando partidos con el equipo juvenil. Gökhan fue parte fundamental del equipo juvenil en la obtención de la FA Youth Cup en 2010. En dicho torneo, Gökhan anotó un gol ante el Blackburn Rovers en las semifinales, ayudando a que el Chelsea se impusiera por 4-0, para luego consagrarse campeón. Gökhan disputó 17 partidos con el equipo juvenil esa temporada, anotando en dos ocasiones.
El 17 de julio de 2010, durante la pretemporada del Chelsea, debutó con el primer equipo en la victoria por 1-0 frente el Crystal Palace, entrando de cambio en el minuto 76 por Daniel Sturridge. Gökhan tuvo una mejor productividad con el equipo de reservas en la temporada 2010-11 que en temporadas anteriores, ya que disputó 16 encuentros de liga y anotó 4 goles. El primero sería el 23 de noviembre de 2010 en la victoria por 2-1 sobre el West Ham United, anotando el gol que le daba al Chelsea la victoria. Seis días después, en el siguiente encuentro ante el Sunderland AFC, Gökhan anotaría el único gol del Chelsea en la derrota por 3-1. Gracias a su buen desempeño con el equipo de reservas, a mitad de la temporada, Gökhan fue inscrito en la Lista B de la plantilla que disputó la Liga de Campeones, utilizando el dorsal #63. Gökhan atravesaría por una sequía de goles que duró casi cuatro meses, volviendo a anotar en un encuentro ante el Blackburn Rovers el 4 de abril de 2011 y ayudando al Chelsea a llevarse la victoria por 2-0.
El 9 de mayo de 2011, el Chelsea logró posicionarse en el primer lugar de la tabla de la Premier Reserve League luego de una victoria por 3-0 sobre el Wolverhampton Wanderers en el último partido de la temporada, en donde Gökhan contribuyó con una anotación. Siete días después, el Chelsea se proclamaría campeón de liga a nivel juvenil por primera vez en su historia, cuando derrotaron al Blackburn por 5-4 en penales en la final nacional, con Gökhan habiendo disputado el encuentro como titular.
El 6 de junio de 2011, Gökhan decidió regresar a Alemania, firmando un contrato de 3 años con el Hamburgo SV. Su debut con el Hamburgo sería en la victoria por 2-1 sobre el VfB Oldenburg en la Copa de Alemania el 30 de julio de 2011, en donde disputó los 90 minutos. Luego, el 5 de agosto de 2011, Gökhan debutó en la liga frente al Borussia Dortmund, aunque su equipo sería derrotado por 3-1.

## Selección nacional
A pesar de haber nacido en Alemania, Gökhan decidió representar a la Selección de Turquía, siendo internacional con esta en las categorías sub-15, sub-16, sub-17 y sub-21. En todas estas ha sido internacional 37 veces en total, marcando solamente 4 goles. Con la sub-17 disputó el Campeonato Europeo Sub-17 de 2008, mientras que con la sub-21 debutó en septiembre de 2009.
El 25 de marzo de 2011 debutó con la selección de Turquía A-2 en un encuentro amistoso ante Finlandia, disputando el encuentro como titular, aunque su selección sería derrotada por 1-0. Luego, el 3 de junio de 2011, fue llamado por primera vez a la selección absoluta para un encuentro ante Bélgica por la clasificación para la Eurocopa 2012, en donde ambos equipos empataron a 1-1, aunque Gökhan permaneció en la banca durante todo el partido. Su debut con la selección absoluta no sería sino hasta el 10 de agosto de 2011 en un encuentro amistoso frente a Estonia, en donde sustituyó al medio tiempo a Arda Turan y ayudó a su selección a llevarse la victoria por 3-0.

## Clubes
| Club                           | País       | Año       |
| ------------------------------ | ---------- | --------- |
| Hamburgo S. V.                 | Alemania   | 2011-2012 |
| F. C. Rubin Kazán              | Rusia      | 2012-2014 |
| Beşiktaş J. K. (cedido)        | Turquía    | 2013-2014 |
| Beşiktaş J. K.                 | Turquía    | 2014-2019 |
| West Ham United F. C. (cedido) | Inglaterra | 2016-2017 |
| Yeni Malatyaspor               | Turquía    | 2019-2020 |
| Beşiktaş J. K.                 | Turquía    | 2020-2022 |
| Adana Demirspor                | Turquía    | 2022-2023 |
| Ankaragücü                     | Turquía    | 2023      |
| Konyaspor                      | Turquía    | 2023-2024 |

## Palmarés

### Títulos nacionales
| Título               | Club           | País    | Año  |
| -------------------- | -------------- | ------- | ---- |
| Superliga de Turquía | Beşiktaş J. K. | Turquía | 2016 |
| Superliga de Turquía | Beşiktaş J. K. | Turquía | 2021 |
| Copa de Turquía      | Beşiktaş J. K. | Turquía | 2021 |
| Supercopa de Turquía | Beşiktaş J. K. | Turquía | 2021 |